# 勝浦藩
勝浦藩（かつうらはん）は、上総国夷隅郡勝浦（現在の千葉県勝浦市）を居所とした藩。江戸時代前期の1682年に植村氏が入るが、1751年に改易。代わって大岡忠光が入封したが、2度にわたる加増を受けて1756年に藩庁を武蔵国岩槻に移した（岩槻藩）。勝浦周辺は岩槻藩の飛び地領として幕末まで残った。植村氏は串浜に串浜陣屋（陣屋）を構え、大岡氏は墨名字庚申山に陣屋を置いた。

## 歴史
天和2年（1682年）4月21日、上総・安房・近江・丹波などに所領を持っていた植村忠朝は、新たに2000石を加増されて1万1000石を領する大名となり、勝浦藩が立藩した。植村氏は本多忠勝の寄子で、里見氏の牽制などで功績を挙げた譜代大名である。元禄10年（1697年）2月、忠朝の跡を植村正朝が継ぐ。このとき、正朝は弟の植村忠元に1000石を分与している。正朝の跡は植村恒朝が継いだ。しかし寛延4年（1751年）8月24日、分家の植村千吉が朝比奈義豊に殺害されるという事件が起こった。この事件の連座により、恒朝は所領を没収されて改易となり、本家の大和国高取藩主植村家道預かりとなった。ただし、名跡のみは養嗣子の植村寿朝が継ぐことを許された。
勝浦藩領は幕府代官吉田助達（源之助）による支配を経て、宝暦元年（1751年）12月、徳川家重の側近として活躍した大岡忠光が5000石加増で1万石の大名として入った。忠光は宝暦4年（1754年）3月に若年寄に栄進したことから5000石を加増された。宝暦6年（1756年）5月にも側用人に栄進したことから5000石加増で合計2万石となり、大岡家は本拠を武蔵国岩槻藩に置いた。勝浦領は房総分領として飛地となり、陣屋や番所を拠点に郡奉行が常駐し、代官支配を及ぼした。
夷隅郡筒森村南方（大多喜町）には奥山御林が存在し、奥山番所において管轄し、材木などの林産物を産出した。

## 歴代藩主

### 植村家
1万1000石→1万石 譜代
1. 植村忠朝
2. 植村正朝
3. 植村恒朝

### 大岡家
1万石→1万5000石 譜代
1. 大岡忠光